# Scoloposcelis pulchella
Scoloposcelis pulchella – gatunek pluskwiaka z podrzędu różnoskrzydłych i rodziny dziubałkowatych.

## Taksonomia
Gatunek ten opisany został po raz pierwszy w 1838 roku przez Johana Wilhelma Zetterstedta pod nazwą Anthocoris obscurella. Jako lokalizację typową wskazano okolice Umei w szwedzkim regionie Västerbotten.
W jego obrębie wyróżnia się dwa podgatunki:
- Scoloposcelis pulchella angusta Reuter, 1876
- Scoloposcelis pulchella pulchella (Zetterstedt, 1838)

Pierwszy z wymienionych opisany został w 1876 roku przez Oda Reutera na podstawie okazów z Grecji jako osobny gatunek, Scoloposcelis angusta. Do rangi podgatunku obniżony został w 1971 roku przez Jean Péricarta.

## Morfologia
Pluskwiak o wydłużonym, silnie spłaszczonym grzbietobrzusznie ciele długości od 2,8 do 4,2 mm. Ubarwienie ma głównie ciemnobrązowe do czarnego, jednak znaczna część półpokryw jest biaława, a golenie i stopy mają kolor żółtawy. Głowa zaopatrzona jest w przyoczka, czteroczłonowe czułki i trójczłonową, zakrzywioną kłujkę. Odnóża przedniej pary mają pogrubione i spłaszczone uda z ząbkami. Tylna para odnóży również ma uda zgrubiałe i spłaszczone, od 2,5 do 3 razy szersze niż para środkowa. Stopy wszystkich par są trójczłonowe.

## Ekologia i występowanie
Owad ten zasiedla lasy. Bytuje pod korą drzew, głównie iglastych. Poluje na chrząszcze z rodziny kornikowatych.
Gatunek pierwotnie palearktyczny. Podgatunek nominatywny znany jest z Hiszpanii, Francji, Holandii, Luksemburga, Niemiec, Austrii, Szwajcarii, Włoch, Danii, Norwegii, Szwecji, Finlandii, Estonii, Polski, Czech, Słowacji, Ukrainy, europejskiej, syberyjskiej i dalekowschodniej części Rosji, Gruzji, Azerbejdżanu, Kirgistanu, Mongolii, północnych Chin i Japonii. Ponadto zawleczony został do Nearktyki – Kanady i na Alaskę. Najstarszy rekord z tej pierwszej pochodzi z 1938 roku.
Podgatunek S. p. angusta podawany jest z Francji, Włoch, Malty, Chorwacji, Bośni i Hercegowiny, Serbii, Albanii, Bułgarii, Grecji i Izraela.